# Tournoi de tennis du Languedoc-Roussillon
Le tournoi du Languedoc-Roussillon (France) est un tournoi de tennis féminin du circuit professionnel WTA.
La seule édition de l'épreuve, organisée à Montpellier en 1993, a été remportée par Elena Likhovtseva.

## Palmarès

### Simple
| No | Date       | Nom et lieu du tournoi                 | Catégorie | Dotation  | Surface         | Vainqueure        | Finaliste        | Score    |         |
| -- | ---------- | -------------------------------------- | --------- | --------- | --------------- | ----------------- | ---------------- | -------- | ------- |
| 1  | 11-10-1993 | Open Languedoc-Roussillon, Montpellier | Tier IV   | 100 000 $ | Moquette (int.) | Elena Likhovtseva | Dominique Monami | 6-3, 6-4 | Tableau |

### Double
| No | Date       | Nom et lieu du tournoi                | Catégorie | Dotation  | Surface         | Vainqueures                     | Finalistes                        | Score         |         |
| -- | ---------- | ------------------------------------- | --------- | --------- | --------------- | ------------------------------- | --------------------------------- | ------------- | ------- |
| 1  | 11-10-1993 | Open Languedoc-Roussillon Montpellier | Tier IV   | 100 000 $ | Moquette (int.) | Meredith McGrath Claudia Porwik | Janette Husárová Dominique Monami | 3-6, 6-2, 7-6 | Tableau |